# Genlisea tuberosa
Genlisea tuberosa este o specie de plante carnivore din genul Genlisea, familia Lentibulariaceae, ordinul Lamiales, descrisă de Rivadavia, Gonella și Amp; A.Fleischm.. Conform Catalogue of Life specia Genlisea tuberosa nu are subspecii cunoscute.